# Mokena
Mokena [ˌmoʊˈkiːnə] ist ein Village in Illinois in den Vereinigten Staaten. Es liegt im Will County und ist Bestandteil der Metropolregion Chicago. Das U.S. Census Bureau hat bei der Volkszählung 2020 eine Einwohnerzahl von 19.887 ermittelt.

## Nachbargemeinden
| Homer Glen | Orland Park | Grand Hills |
| New Lenox  |             | Matteson    |
|            | Manteno     | Frankfort   |

## Kirchen
- Grace Fellowship Church
- Mokena United Methodist Church
- Saint John's United Church
- Saint Mary’s Church

## Schulen
- Mokena Elementary School
- Mokena Junior High School
- Saint Marys School
- Willowcrest School

## Infrastruktur und Verkehrsanbindung
Die meisten Einwohner Mokenas arbeiten in der Metropolregion Chicago.
Mokena ist über die Interstate , den U.S. Highway 30 und den U.S. Highway 45 an das amerikanische Straßennetz angeschlossen.
Die Stadt besitzt einen Eisenbahnanschluss.
Der nächstgelegene internationale Flughafen befindet sich in Chicago.
Der nächstgelegene Regionalflughafen befindet sich am Südrand von Frankfort.

## Bildergalerie

Mokena im Wiill County
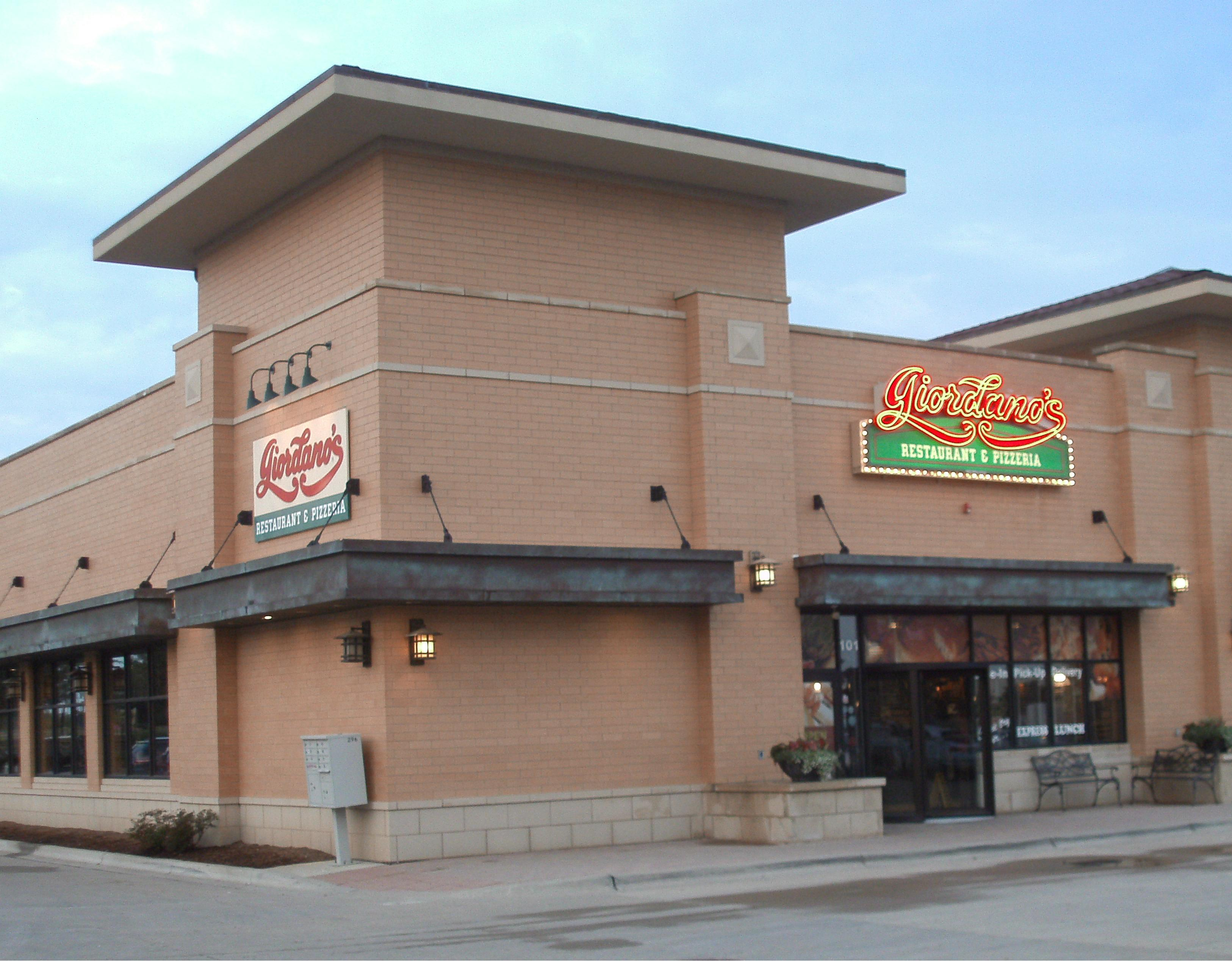
Mokena (2012)
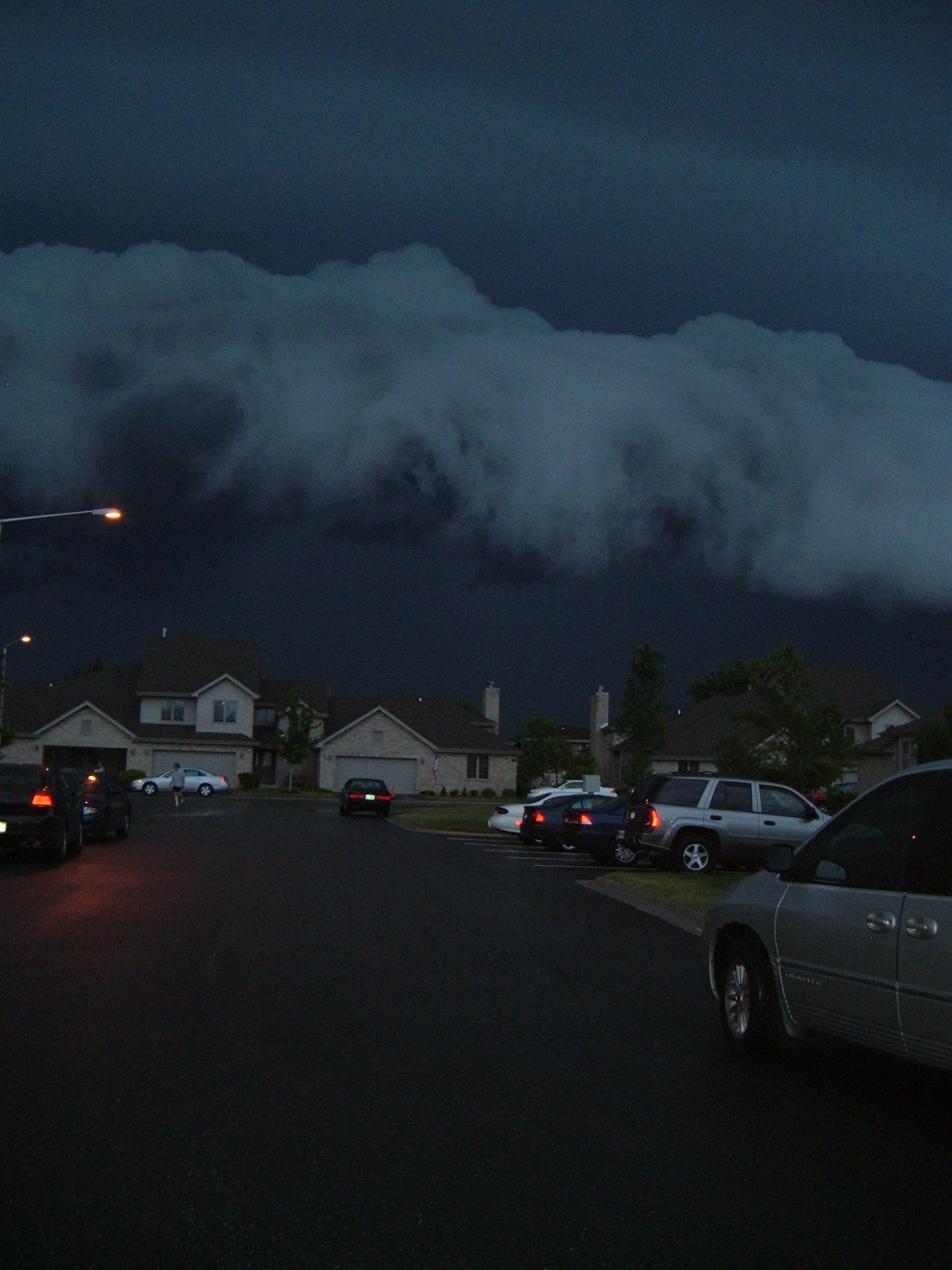
Mokena (2008)
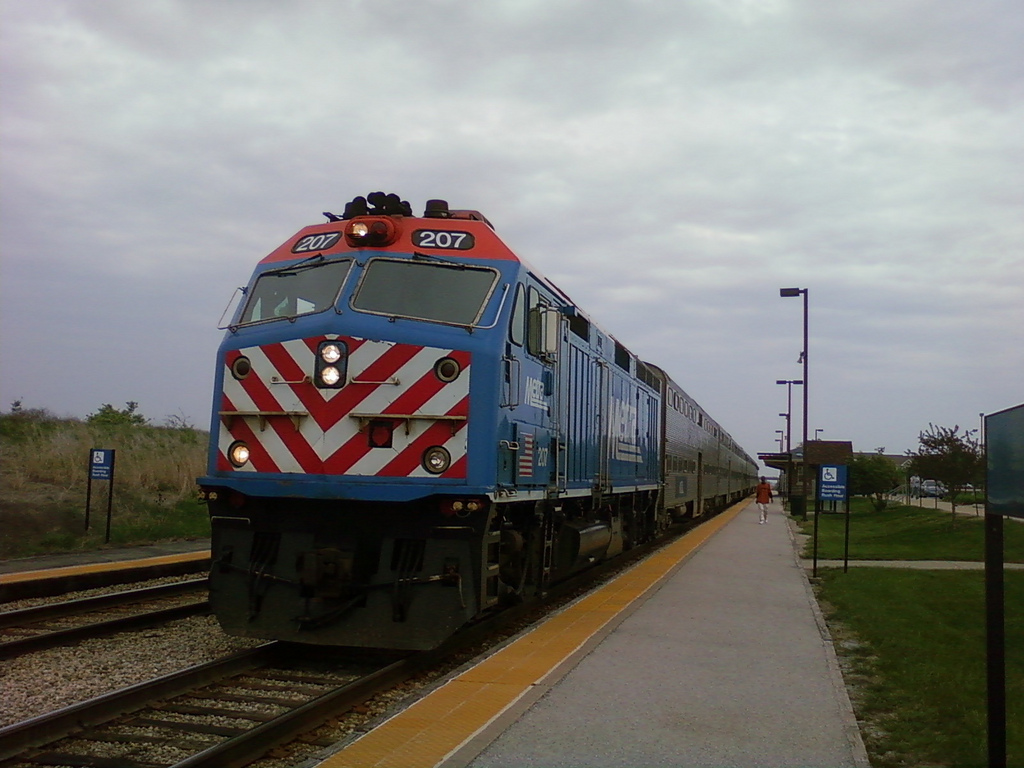
Bahnhof Mokena (2011)
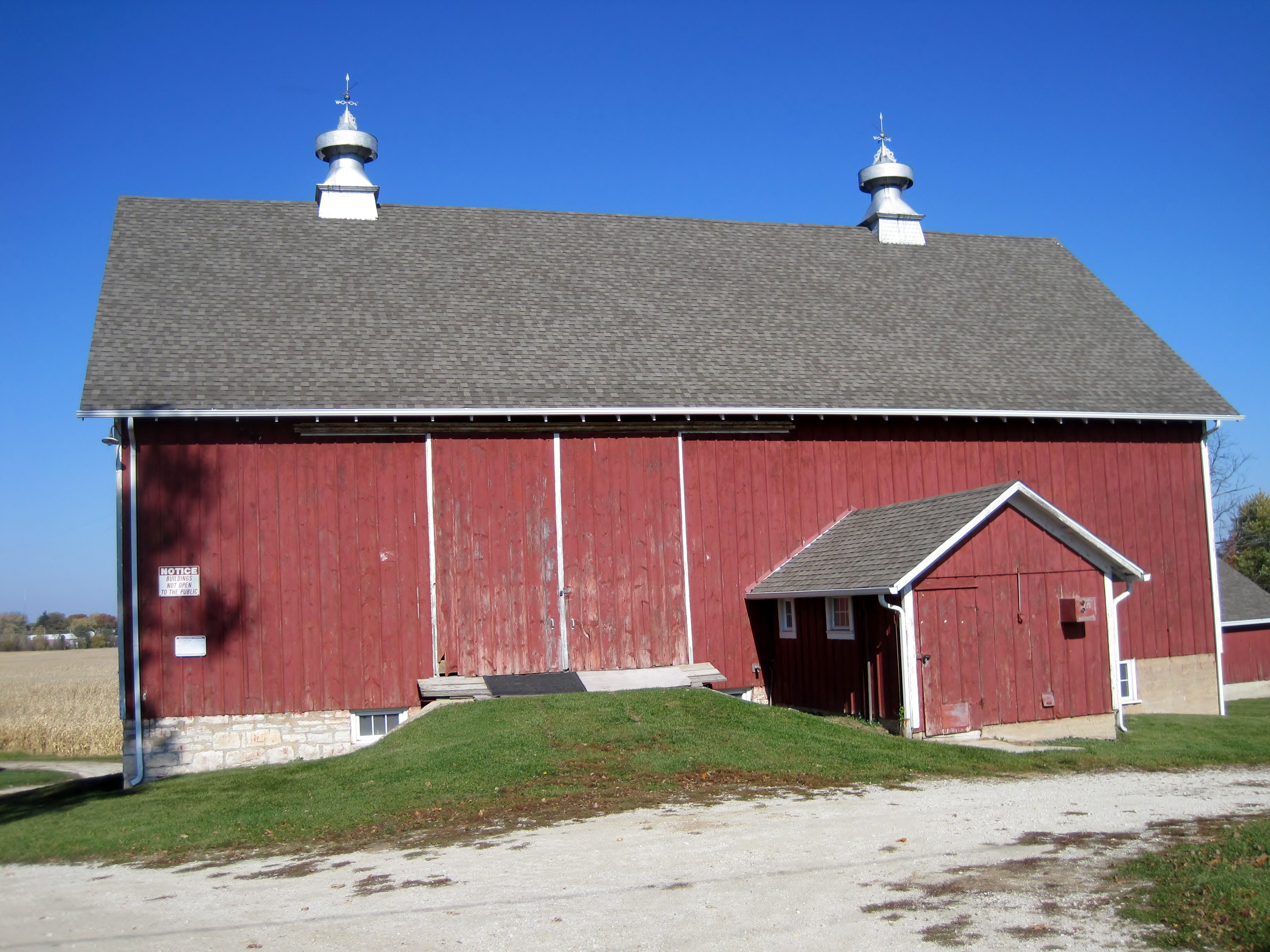
Farm bei Mokena (2010)